# 1543
| 1543               |
| ------------------ |
| Dødsfald - Fødsler |
| • Litteratur       |

| Gregoriansk kalender | 1543 MDXLIII            |
| Ab urbe condita      | 2296                    |
| Armensk kalender     | 992 ԹՎ ՋՂԲ              |
| Kinesiske kalender   | 4239 – 4240 壬寅 – 癸卯 |
| Etiopisk kalender    | 1535 – 1536             |
| Jødisk kalender      | 5303 – 5304             |
| Hindukalendere       |                         |
| - Vikram Samvat      | 1598 – 1599             |
| - Shaka Samvat       | 1465 – 1466             |
| - Kali Yuga          | 4644 – 4645             |
| Iransk kalender      | 921 – 922               |
| Islamisk kalender    | 950 – 951               |

Konge i Danmark: Christian 3. 1534-1559
Se også 1543 (tal)

## Begivenheder
- 12. juli - Henrik 8. af England gifter sig med sin sjette og sidste kone, Catherine Parr
- 25. august - den portugisiske opdagelsesrejsende António Mota og dennes mandskab går som de første europæere i land i Japan
- 9. september - Marie Stuart krones som ni måneder gammel som "Queen of Scots" i det skotske by Stirling

## Dødsfald
- 3. januar – Juan Rodríguez Cabrillo, opdagelsesrejsende.
- 24. maj – Niklas Koppernigk